# Parafia św. Stanisława Biskupa i Męczennika w Bełchatowie
Parafia św. Stanisława Biskupa i Męczennika w Bełchatowie – parafia rzymskokatolicka w Bełchatowie, w dekanacie bełchatowskim, archidiecezji łódzkiej.

## Historia parafii
Na początku XIX wieku aktualne miejsce usytuowania parafii stanowiło najprawdopodobniej miejsce pochówku osób zmarłych w wyniku epidemii cholery, która w latach 1805–1806 pochłonęła prawie 30% mieszkańców Bełchatowa. Na placu tym stał krzyż, który świadczyć miał o dawniejszym pochówku. W początkach XX wieku odbywały się zaś na nim targi trzody chlewnej, zaś sama ziemia była w posiadaniu właściciela smolarni. Właściciel ten podarował ją Parafii Narodzenia Najświętszej Maryi Panny w Bełchatowie. Gdy w 1911 ks. Leon Zaremba (ówczesny proboszcz parafii NNMP) ogłosił, że plac przy ulicy Wschodniej (dzisiejsza ulica Czyżewskiego) stał się terenem parafii, wzniesiono wokół niego mur okalający (wał), który zamykał się w granicach ulic Wschodniej, Poprzecznej oraz alei Kaczkowskich (dzisiejsza ulica 1 Maja). Czwarty proboszcz parafii NNMP, ks. Władysław Ciesielski, wzniósł na tym terenie kaplicę, która w późniejszym okresie miała stać się prezbiterium świątyni.
W latach 1936–1963 plac od parafii dzierżawiła rodzina Zochniaków, po okupacji także rodzina Kurskich.
W 1963, gdy rozpoczynano budowę osiedla Tysiąclecia, ówczesny proboszcz parafii NNMP ks. Antoni Łukasik wymówił Stanisławowi Kurskiemu dzierżawę, zaś z władzami miasta udało mu się uzgodnić, że ziemia wywożona z nowo budowanego osiedla była dostarczana na teren zajmowany przez parafię. W 1965 ks. Łukasik rozpoczął remont kaplicy z przeznaczeniem na kaplicę pogrzebową, zaś jej poświęcenia dokonał biskup Jan Fondaliński. W kaplicy odbywały się również msze – co niedzielę o godzinie ósmej.
Rozbudowa kościoła w latach 70. spotkała się z oporem lokalnych władz. Teren będący własnością parafii NNMP miał – zgodnie z planami rozbudowy Bełchatowa, po odkryciu złóż węgla brunatnego oraz uruchomieniu kopalni – zostać zagospodarowany pod budowę osiedla mieszkaniowego. Pracownik geodezji Zygmunt Nadany dostarczył kopię dokumentów wywłaszczeniowych księdzu Łukasikowi, ten zaś po skontaktowaniu się z kurią oraz prawnikiem rozpoczął działania mające uchronić tereny parafii przed zajęciem. Zdecydowano się na wystosowanie petycji do ówczesnego I sekretarza KC PZPR Edwarda Gierka (na tę petycję nigdy nie otrzymano oficjalnej odpowiedzi). Jednak podjęte rozmowy z władzami miasta doprowadziły do stanu, jaki aktualnie posiada parafia.
W latach 1977–1979 przy kaplicy rozpoczęto dobudowę kościoła (kaplica stanowiła jego prezbiterium). Po bokach tej kaplicy dobudowana została zakrystia i tylne wejście do kościoła. Autorem projektu architektonicznego i zaadaptowania kaplicy do całej bryły kościoła był architekt Mirosław Rybak. Poświęcenia kościoła dokonał biskup Józef Rozwadowski.
Erygowanie nowej parafii (która została wydzielona od parafii macierzystej, Narodzenia Najświętszej Maryi Panny) nastąpiło 1 września 1991. Pierwszym proboszczem został ks. Paweł Augustyniak.
W 1999 miało miejsce rozbudowanie istniejącego prezbiterium oraz zabudowanie tarasów wejściowych według projektu architekta Tadeusza Kędziaka z Bełchatowa.
Poświęcenia kościoła dokonał 3 marca 2002 roku arcybiskup Władysław Ziółek.

## Wyposażenie kościoła

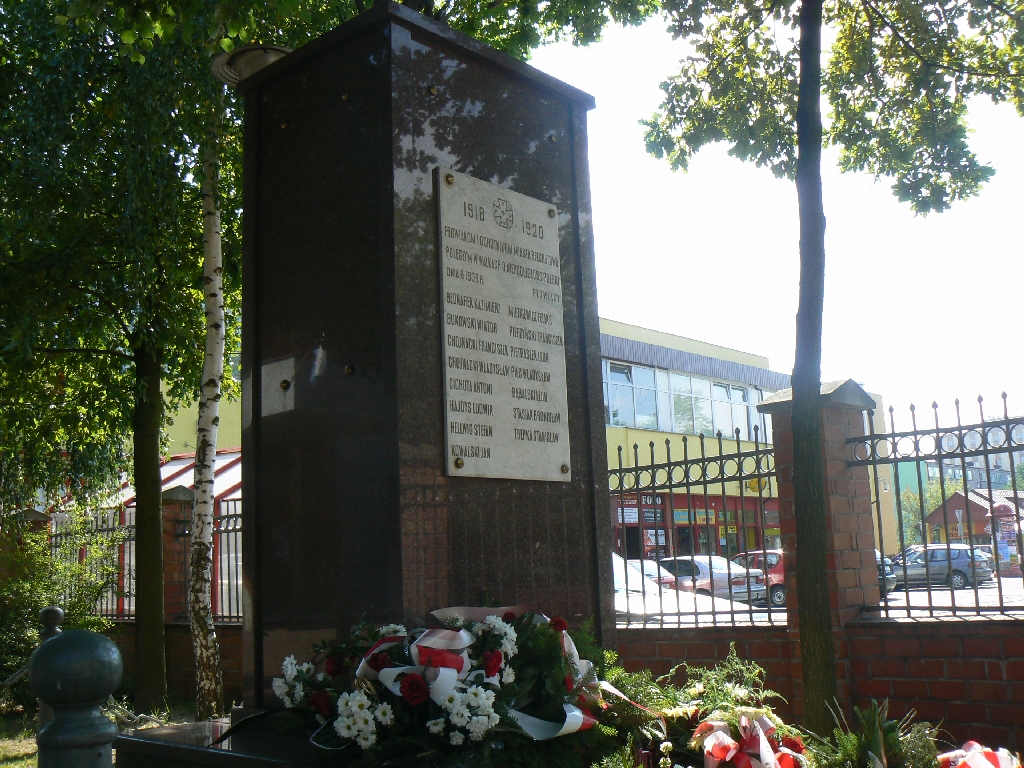
Pomnik znajdujący się na terenie kościoła, upamiętniający Peowiaków i ochotników z Bełchatowa, poległych w walkach o niepodległość Polski

Główny ołtarz utworzony jest z płyt marmurowych, w które wmurowane są relikwie świętego Stanisława Biskupa i Męczennika, sprowadzone z katedry wawelskiej. Nad głównym ołtarzem znajduje się witraż przedstawiający ukrzyżowanego Chrystusa, zaprojektowany przez Marka Kurca z Łodzi. W dwóch bocznych ołtarzach znajdują się obrazy przedstawiające św. Maksymiliana (lewy ołtarz boczny) oraz Jezusa Miłosiernego (prawy ołtarz boczny).
Kościół wyposażony jest w 26 ławek z drewna dębowego. Na ścianach umieszczone są drzeworyty przedstawiające sceny z drogi krzyżowej (po 7 stacji na lewej i prawej ścianie świątyni).
W prezbiterium (umieszczonym za ołtarzem głównym) znajduje się malowidło ścienne przedstawiające św. Stanisława Biskupa.
Kościół posiada 4 dzwony. W oknach kościoła znajdują się witraże.
Podłoga kościoła tworzy charakterystyczny spad, który zaczyna się przy drzwiach wejściowych, a kończy przed podestem, za którym znajduje się prezbiterium.

## Grupy parafialne
Służba liturgiczna ołtarza, Żywy Różaniec, Rycerstwo Niepokalanej, Apostolstwo Trzeźwości, Asysta, chór, harcerze, katecheci, poradnictwo rodzinne, schola dziecięca, seniorzy DPS, Stowarzyszenie Rodzin Katolickich, Kościół Domowy

## Kapłani pełniący posługę w parafii
Lista kapłanów pełniących posługę duszpasterską w parafii (aktualnie oraz w przeszłości)

### Proboszczowie
- ks. kan. Paweł Augustyniak (od 1991)

### Wikariusze
- ks. Piotr Zwoliński
- ks. Ireneusz Węgrzyn
- ks. Stefan Magiera
- ks. Leszek Kleszcz
- ks. Piotr Skura
- ks. Krzysztof Nalepa
- ks. Marek Kordela
- ks. Paweł Kruczek
- ks. Ryszard Ciesonik
- ks. Ryszard Jagła
- ks. Daniel Rylski
- ks. Janusz Rzepa
- ks. Andrzej Wasiak
- ks. Sławomir Wojdal
- ks. Mariusz Skiba
- ks. Zbigniew Dyks
- ks. Adam Stańdo

oraz sprawujący posługę obecnie:
- ks. Stanisław Kotowski
- ks. Łukasz Goździk

## Kapłani pochodzący z parafii
Lista kapłanów oraz innych osób konsekrowanych pochodzących z parafii.

### Diecezjalni
- ks. Krzysztof Nowak, wyświęcony w 1992 roku
- ks. Sebastian Rogut, wyświęcony w 2005 roku

### Zakonni
- ks. Zdzisław Płuska SCJ, wyświęcony w 1994 roku

## Obszary wchodzące w skład parafii
- os. 1 Maja
- os. 1000-lecia
- os. Marii Konopnickiej
- os. Okrzei, bloki 1-4 oraz 7-19
- os. Wolności
- os. Żołnierzy POW
- ulice: 1 Maja, Czyżewskiego, "Grota" Roweckiego, Harcerska, Jesienna, Jutrzenki, Kempfinówka, Letnia, Milenijna, Okrzei (numery 8A, 10A, 14, 18), Olsztyńska (numery 1-1B; 5-5C), Orzechowa, Owocowa, Piłsudskiego (numery 17, 23), Podleśna, Poranna, Północna, Przedwiośnie, Rzemieślnicza, Sienkiewicza (numery 17, 19), Sportowa, Targowa, Wiosenna, Wiśniowa, Wschodnia, Wspólna (numery 9, 15, 17, 19, 23), Zielona, Zimowa
- Plac Wolności, Dobiecin Wieś oraz Dobiecin Kolonia.